# Herrlichkeit Appeldorn

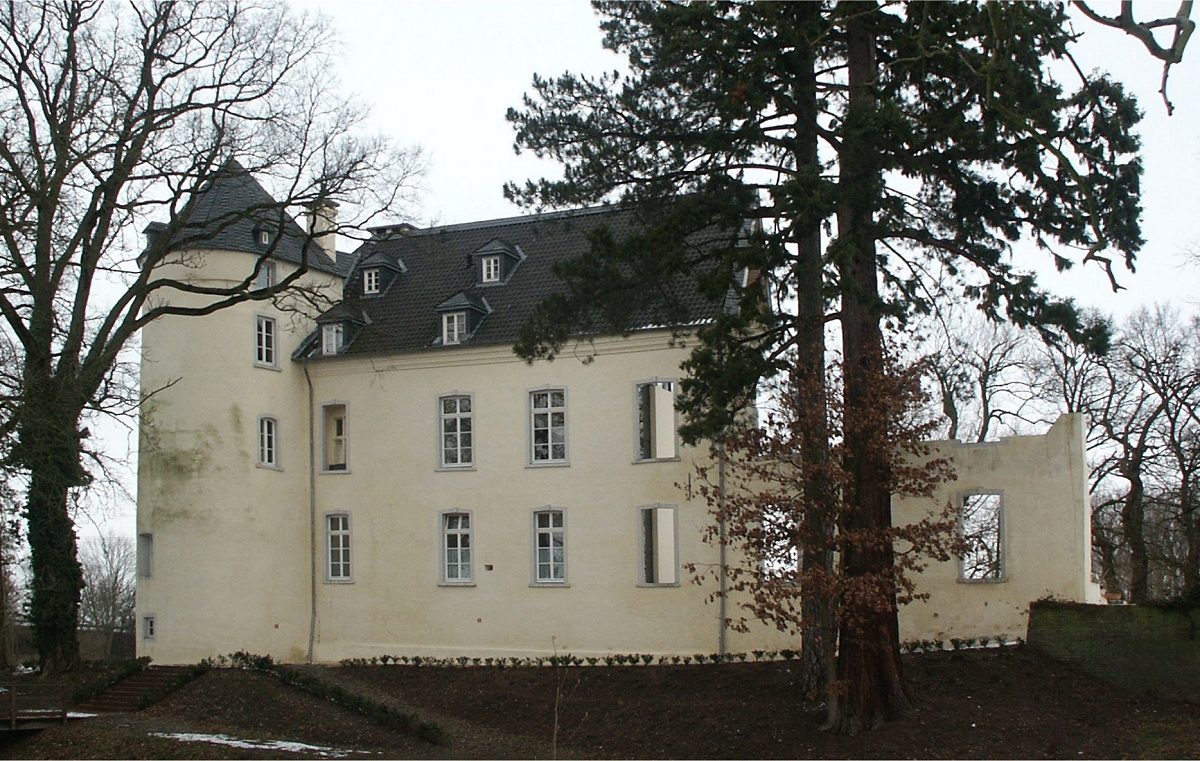
Burg Boetzelaer

Die Herrlichkeit Appeldorn mit Sitz auf Burg Boetzelaer in Appeldorn, heute ein Stadtteil von Kalkar im Kreis Kleve in Nordrhein-Westfalen, gehörte  den Herren van den Boetzelaer, die im Jahr 1256 erstmals überliefert werden. Die Herrlichkeit Appeldorn war Allodialbesitz der Familie.
Nach kriegerischen Auseinandersetzungen mit dem Herzogtum Kleve wurde die Herrlichkeit Appeldorn nach 1395/96 klevisches Lehen. 